# Another Green World
Another Green World là album phòng thu thứ ba của nhạc sĩ người Anh Brian Eno. Được sản xuất bởi Eno và Rhett Davies, nó ban đầu được phát hành bởi Island Records vào tháng 9 năm 1975. Nhưng những album solo trước, Eno làm việc với nhiều nghệ sĩ khách mời như Phil Collins, John Cale và Robert Fripp. Album đánh dấu sự thay đổi lớn so với những album trước đó, gồm ít những bản rock tập trung vào phần lời hơn và nhấn mạnh hơn vào nhạc cụ. Phần lời mang tính hài hước đen tối được thay thế bởi những bài hát mơ hồ và huyền ảo hơn.
Dù thất bại về mặt thương mại tại cả Anh và Mỹ, Another Green World được nhiều nhà phê bình ca ngợi, một số khác cho rằng album này là sự thay đổi quá lớn so với những album mang chất rock trước đó. Sự tiếp nhận hiện này của Another Green World rất tích cực; album thường xuất hiện trong danh sách những album hay nhất mọi thời đại. Track chủ đề "Another Green World" được dùng làm nhạc chủ đề cho series Arena của đài BBC Two.

## Tiếp nhận
| Đánh giá chuyên môn           | Đánh giá chuyên môn |
| Nguồn đánh giá                | Nguồn đánh giá      |
| Nguồn                         | Đánh giá            |
| ----------------------------- | ------------------- |
| AllMusic                      | [ 2 ]               |
| Blender                       | [ 3 ]               |
| Robert Christgau              | A+                  |
| Drowned in Sound              | 10/10               |
| Mojo                          | [ 6 ]               |
| Pitchfork Media               | 9.8/10              |
| The Rolling Stone Album Guide | [ 8 ]               |
| Sputnikmusic                  | 4.5/5               |
| Tiny Mix Tapes                | 5/5                 |
| Uncut                         | [ 6 ]               |

Another Green World được phát hành vào tháng 9 năm 1975 và không xuất hiện trên bảng xếp hạng của cả Anh và Mỹ. Album được các nhà phê bình tiếp nhận khá tích cực. Henry Edwards của High Fidelity cho rằng đây là album "dễ nghe nhất tới nay" của Eno. Tom Hull của The Village Voice cảm thấy, mặc dù "không hợp lý nếu nói Another Green World là album hay nhất của Eno," album chắc chắn là "album dễ dàng để yêu thích nhất." Charley Walters của Rolling Stone viết rằng đây "thực sự là một đĩa nhạc quan trọng—và cũng là một album thông minh". Những ý kiến tiêu cực chủ yếu tập trung vào việc thiếu những bản rock trong album. Jon Pareles, viết cho Crawdaddy!, cho rằng những việc thử sức với nhạc điện tử ít mang tính thử thách hơn so với những bài progressive rock trong các tác phẩm trước đó.

## Danh sách track
Tất cả bài hát được sáng tác bởi Brian Eno.
Mặt A
1. "Sky Saw"  – 3:25
2. "Over Fire Island"  – 1:49
3. "St. Elmo's Fire"  – 3:02
4. "In Dark Trees"  – 2:29
5. "The Big Ship"  – 3:01
6. "I'll Come Running"  – 3:48
7. "Another Green World"  – 1:38

Mặt B
1. "Sombre Reptiles"  – 2:26
2. "Little Fishes"  – 1:30
3. "Golden Hours"  – 4:01
4. "Becalmed"  – 3:56
5. "Zawinul/Lava"  – 3:00
6. "Everything Merges with the Night"  – 3:59
7. "Spirits Drifting"  – 2:36

## Thành phần tham gia
Theo bìa sau Another Green World.
| "Sky Saw" - Phil Collins – trống - Percy Jones – fretless bass - Paul Rudolph – anchor bass - Rod Melvin – rhodes piano - John Cale – viola section - Eno - snake guitar, guitar điện tử "Over Fire Island" - Phil Collins – trống - Percy Jones – fretless bass - Brian Eno – hát, synthesizer, guitar, tape "St. Elmo's Fire" - Robert Fripp – wimshurst guitar - Brian Eno – organ, piano, yamaha bass pedals, synthetic percussion, desert guitar "In Dark Trees" - Brian Eno – guitars, synthesizer, electric percussion and treated rhythm generator "The Big Ship" - Brian Eno – synthesizer, synthetic percussion và treated rhythm generator "I'll Come Running" - Robert Fripp – restrained lead guitar - Paul Rudolph – bass, snare drum, bass guitar, assistant castanet guitar - Rod Melvin – lead piano - Brian Eno – hát, castanet guitars, chord piano, synthesizer, synthetic percussion "Another Green World" - Brian Eno – desert guitar, farfisa organ, piano "Sombre Reptiles" - Brian Eno – Hammond organ, guitar, synthetic và Peruvian percussion, các yếu tố điện tử và âm thanh phi tự nhiên "Little Fishes" - Brian Eno – prepared piano, farfisa organ "Golden Hours" - Robert Fripp – Wimborne guitar - John Cale – viola - Brian Eno – choppy organs, spasmodic percussion, club guitar, uncertain piano "Becalmed" - Brian Eno – Leslie piano, synthesizer "Zawinul/Lava" - Phil Collins – percussion - Percy Jones – fretless bass - Paul Rudolph – guitar - Rod Melvin – rhodes piano - Brian Eno – grand piano, synthesizer, organ và tape "Everything Merges with the Night" - Brian Turrington – bass guitar, piano - Brian Eno – guitar "Spirits Drifting" - Brian Eno – bass guitar, organ, synthesizer | Kỹ thuật - Brian Eno – sản xuất - Rhett Davies – sản xuất, kỹ thuật - Guy Bidmead – trợ lý kỹ thuật - Barry Sage – trợ lý kỹ thuật - Robert Ash – trợ lý kỹ thuật - Bob Bowkett – phông chữ - Ritva Saarikko – bìa sau - Bob Bowkett – phông chữ - Tom Phillips – bìa đĩa |

## Bảng xếp hạng
| Bảng xếp hạng (1979)     | Vị trí cao nhất |
| ------------------------ | --------------- |
| New Zealand Albums Chart | 24              |